# 어쌔신 크리드의 등장인물 목록
이하는 유비소프트의 게임 프랜차이즈 어쌔신 크리드 시리즈의 등장인물들이다. 일부 인물들은 완전한 창작이고, 일부 인물들은 실존인물을 모델로 하고 있다.

## 주인공

### 데스몬드 마일즈
암살자들의 후예

### 알테이어 이븐라 아하드
《어쌔신 크리드》의 플레이어블 캐릭터.

### 에치오 아우디토레 다 피렌체
《어쌔신 크리드 2》, 《어쌔신 크리드 브라더후드》, 《어쌔신 크리드 리벨레이션》의 플레이어블 캐릭터.

### 헤이담 켄웨이
《어쌔신 크리드 3》 초반의 플레이어블 캐릭터.

### 라둔하게둔 (코너 켄웨이)
《어쌔신 크리드 3》 중반 및 후반과 《워싱턴 왕의 폭정》의 플레이어블 캐릭터.

### 아블린 드 그랑프레
《어쌔신 크리드 3 리버레이션》의 플레이어블 캐릭터.

### 에드워드 제임스 켄웨이
《어쌔신 크리드 4 블랙 플래그》의 플레이어블 캐릭터.

### 아데웰
《어쌔신 크리드 : 프리덤 크라이》의 플레이어블 캐릭터.

### 셰이 패트릭 코맥
《어쌔신 크리드: 로그》의 플레이어블 캐릭터.

### 아르노 빅토르 도리안
《어쌔신 크리드: 유니티》의 플레이어블 캐릭터.

### 샤오 윤
《어쌔신 크리드: 크로니클즈 차이나》의 플레이어블 캐릭터.

### 제이콥 프라이, 이비 프라이
《어쌔신 크리드: 신디케이트》의 플레이어블 캐릭터.

## 가공인물들

### 현대 (1985년 ~ 현재)
멜라니 르메이

앨런 릭킨

윌리엄 "빌" 마일스

유하니 옷소 베르크

워렌 비딕 박사

루시 스틸먼

클레이 카즈마레크

바이올렛 다 코스타

레베카 크레인

숀 헤이스팅스

### 근세 (1600년 ~ 1800년)
아킬레스 데번포트
Achilles Davenport, 1710년 ~ 1781년.
프렌치 인디언 전쟁 당시 북미 암살단의 마스터 어쌔신. 아메리카의 영국 식민지의 암살자 형제단은 18세기 초에 존 드 라 투르(John de la Tour)가 설립했다. 아킬레스가 암살단에 가입한 것은 1730년대 중반이며, 1746년에 암살단의 멘토가 되었다. 멘토 재임 중에 이로쿼이 연맹과 암살단 사이의 유대를 강화했다. 1763년, 북미 암살단이 템플러들에게 박살나고 아킬레스는 홀로 살아남아 은퇴한다. 1770년까지 데번포트 농지를 개척해 거기서 살았다. 같은 해 라둔하게이둔을 제자로 받아들인다. 이후 미국 독립 전쟁이 진행되는 와중 데이븐포트 농지에서 노환으로 사망한다. 시체는 한참 전에 먼저 세상을 떠난 아내 아비게일 데번포트(Abigail Davenport)와 코너 데번포트(Connor Davenport)의 무덤 곁에 매장된다. 이때 라둔하게이둔이 무덤에 헤이덤의 부적을 함께 매장해 숨기고, 이것을 230년 뒤 데스몬드 마일즈가 꺼내게 된다.
애거트

안토니오 데 울로아

밥티스테

클리퍼 윌킨슨
Clipper Wilkinson. 1756년 ~ ?
북미 암살단 단원. 미국 독립 전쟁 당시 보스턴 남부에 살았다. 머스킷 사격에 통달한 명사수였다. 게임에서 윌킨슨을 단원으로 영입하면 저격 기능을 사용할 수 있다. 본래 버지니아 출신이었다가 프론티어에서 사냥꾼 생활을 하며 유년을 보내고, 영국군에 입대한 가족과 사이가 틀어져 보스턴으로 이주했다. 보스턴 남부에서 젊은이들을 영국군에 강제 징집하는 것에 맞서기 위해 라둔하게이둔에게 도움을 요청하고, 문제를 해결한 뒤 암살단에 입단한다.
데보라 "도비" 카터
Deborah "Dobby" Carter. 1736년 ~ ?
북미 암살단 단원. 미국 독립 전쟁 당시 뉴욕 북부에 살았다. 뉴욕의 상인 아모스 카터(Amos Carter)의 딸로 태어났으나 아버지의 빚으로 인해 어려서부터 남장을 하고 거리에서 돈을 벌며 살았고, 이때 "도비"라는 이름을 얻었다. 몸이 성숙하면서 더 이상 남장은 하지 못했지만 "도비"라는 이름은 계속 사용했다. 기아가 극심하던 뉴욕에서 라둔하게이둔을 만났고, 그가 식량을 빼돌려 기아를 발생시킨 템플러 소속 상인을 처단하자 암살단에 가입한다.
덩컨 리틀
Duncan Little. 1730년 ~ ?
북미 암살단 단원. 아일랜드 출신이며 미국 독립 전쟁 당시 보스턴 북부에 살았다. 게임에서 리틀을 단원으로 영입하면 호위 기능을 사용할 수 있다. 아일랜드의 대가족의 막내아들로 태어나 젋어서부터 성직자가 되었고, 1756년 아프리카로 선교를 떠났다. 거기서 몇 년 지냈다가 1760년에 아일랜드로 돌아와 성직을 그만두었다. 하지만 그 동기가 무엇이었는지는 알 수 없다. 숀 헤이스팅스에 따르면 바티칸이 관련 기록을 봉인하고 있기에 알 도리가 없다고 한다. 이후 리틀은 1763년에 배를 타고 보스턴으로 간다. 보스턴에서 공정한 중재인으로서 명성을 얻어 지역 유지가 되었으며, 사람들을 돕고 지내다가 라둔하게이둔을 만나 암살단에 입단한다. 라둔하게이둔을 만났을 때 리틀은 "코너"가 그의 본명이 아님을 알아차리는데, 라둔하게이둔이라는 본명을 듣자 좋은 이름이라면서 그 이름을 자주 사용하라고 말한다. 이후 술집에서 대화를 하면 리틀이 25년 전 로열 오페라 하우스에서 헤이덤이 미코를 암살하는 것을 목격한 그 소년이었다는 이야기를 들을 수 있다.
제랄드 블란크

조지 데이비드슨

야콥 젱거
Jacob Zenger. 1739년 ~ ?
북미 암살단 단원. 독일 출신으로, 미국 독립 전쟁 당시 뉴욕에 살았다. 게임에서 젱거를 영입하면 위장 기능을 사용할 수 있다. 젱거는 독일 남서부 만하임에서 태어났다. 빌헴미나라는 여성과 결혼해 아들 하나를 낳았다가, 아내의 드센 성격을 못 이기고 가족을 버리고 군에 입대해 헤센 용병이 되었다. 이후 다른 헤센 용병들과 마찬가지로 뉴욕으로 실려왔다가 그대로 정착했다. 처자식과 재결합하기 위해 토지를 마련해 뉴욕을 떠날 계획을 세웠으나, 흉작을 거듭해 다 날려먹고 다시 뉴욕 시내로 돌아가야 했다. 이후 아들에 관한 편지를 받고 미국으로 건너올 수 있는 돈을 보낸다.
제이미 콜리
Jamie Colley. 1744년 ~ ?
북미 암살단 단원. 미국 독립 전쟁 당시 뉴욕 서부에 살았다. 부두 하역장 인부 제임스 콜리(James Colley)의 아들로 태어났으며, 어머니의 이름은 알 수 없다. 트리니티 스쿨의 우등생이었으나 3년만에 학업을 그만두고 돈을 벌기 시작했다. 여러 직업을 전전하다가 최종적으로는 의사가 되었다. 1776년 뉴욕 대화재 이후 화재로 폐허가 된 곳에서 노숙자들과 환자들을 돕다가 라둔하게이둔이 광견병에 걸린 개를 죽이고 천연두 환자를 진료소로 데려오는 등 그의 도움을 받았다. 템플러들이 진료소를 습격했을 때 라둔하게이둔과 함께 막아내고 암살자 형제단에 입단한다.
카넨도곤
Kanen'tó:kon. 1756년 ~ 1778년
카니엔케하카(모호크) 부족의 일원으로, 라둔하게이둔의 어렸을 때의 친구이다. 카니엔케하는 본래 미국 독립 전쟁에서 중립을 지키기로 했으나, 카넨도곤을 비롯한 부족의 청년들은 영국의 편을 들어야 부족이 살아남을 수 있다고 생각하게 된다. 라둔하게이둔이 조지 워싱턴을 돕는 것이 모호크를 배반한 것이라는 찰스 리의 말을 믿고 라둔하게이둔과 싸우게 된다. 다른 청년들은 그저 때려눕히기만 했지만 카넨도곤은 끝까지 저항해 라둔하게이둔은 암살검으로 그의 목을 찔러 죽이고 만다.
카니에흐티오
Kaniehtí:io. 1731년 ~ 1760년
카니엔케하카(모호크) 부족의 일원으로, 라둔하게이둔의 어머니이다. 프렌치 인디언 전쟁 당시 다른 부족민들과 함께 노예상인 사일러스 대처에게 팔아넘겨질 위기에 처했다. 이때 헤이덤 켄웨이와 그 동료들에게 구출된다. 헤이덤은 생마티외 요새에서 브래독 원정대의 작전 지도를 훔쳐내 카니에흐티오의 신뢰를 얻는다. 브래독이 헤이덤에게 처단당한 뒤 두 사람 사이에 라둔하게이둔이 태어나지만, 헤이덤이 템플러라는 것을 알게 된 카니에흐티오는 결별하고 그를 쫓아낸다. 이후 프렌치 인디언 전쟁 와중에 조지 워싱턴이 이끄는 영국군에 의해 카니엔케하 마을이 공격당하고, 그 와중에 카니에흐티오는 불이 난 집 속에 갇혀 사망한다. 라둔하게이둔은 어쌔신으로 성장하기 전까지 이 공격이 찰스 리와 그가 이끄는 템플러들에 의한 것으로 오해하고 있었다.
루이스 밀스
Louis Mills. ? ~ 1754년.
암살단 단원. 헤이덤이 미코를 암살하고 신대륙 보스턴으로 떠날 때 그를 죽이기 위해 따라가 함께 프로비던스 호에 승선했다. 이때 밀스는 매일 밤마다 나무통을 바다에 던져 표시를 함으로써 적함들이 따라올 수 있게 했다. 따라온 배들에 의해 프로비던스 호가 공격받자 그 틈을 타 밀스는 선실에서 헤이덤을 처단하려 했으나 오히려 제압당해 죽임을 당한다.
마들렌 드 릴르

오야니어
Oiá:ner.
프론티어의 카니엔케하가 부족의 여부족장. 그녀와 다른 카니엔케하카 부족민들은 마을과 먼저 온 자들의 신전을 성소로서 지키고 있었으며, 오야니어는 에덴의 조각인 "수정구"를 지키고 있었다. 1769년 오야니어는 라둔하게이둔에게 수정구를 넘겨주었고, 라둔하게이둔은 수정구를 통해 유노에게 어쌔신의 운명에 대해 전해듣는다. 수 년 뒤, 미국 독립군을 공격하려뎐 카넨도곤이 라둔하게이둔에게 사망하고, 오야니어는 부족을 이끌고 서쪽으로 떠날 것이라면서 라둔하게이둔에게 부족을 떠날 것을 명령한다. 미국 독립 전쟁이 마무리된 뒤 마을을 다시 찾은 라둔하게이둔은 모닥불을 쬐고 있는 백인 방랑자에게 부족민들은 이미 한참 전에 떠나 버렸다는 소식만 듣게 된다.
라파엘 호아킨 드 페레

레지날드 버치

로버트 폴크너
Robert Faulkner. 1715년 ~ ?

사일러스 대처
Silas Thatcher. 1720년 ~ 1754년

스테판 샤페우
Stephane Chapheau. 1743년 ~ ?

카히온하테니온

테이오위손테

바스퀘즈

### 문예부흥기 (1300년 ~ 1600년)
클라우디아 아우디토레 다 피렌체

크리스티나 베스푸치

플라비아 아우디토레 다 피렌체

마리오 아우디토레 다 몬테리지오니

마르셀로 아우디토레 다 피렌체

소피아 사르토르

타리크 바를레티

발리 셀 트라다트

유수프 타짐

루카스 추르부르크

두치오 데 루카

### 중세 (500년 ~ 1300년)
아바스 소피안

아불 누쿼드

말리크 알사이프

마리아 소프

쿨란 갈

### 고대
다리우스
Darius
아케메네스 제국 당시 페르시아 암살단의 남성 단원. 기원전 5세기에 크세르크세스 1세를 암살했다. 이때 역사상 최초로 암살검이 사용되었다고 전해진다.
일타니
Iltani
아르게아드 왕조 당시 바빌론 암살단의 여성 단원. 마케도니아의 알렉산드로스 3세가 에덴의 조각을 이용해 서남아시아를 정복하던 시대에 살았다. 기원전 323년 6월 10일 또는 11일에 알렉산드로스를 독살했다.
워이 유
Wei Yu
진나라 당시 중국 암살단의 단원. 진시황이 템플러를 등에 업고 백성들을 억압하자 기원전 210년 9월 10일 동부 지역을 순행하는 와중 창을 던져 시황제를 암살했다.
레오니우스
Leonius
율리우스-클라우디우스 왕조 당시 로마 제국 암살단의 남성 단원. 기원후 41년 1월 24일 칼리굴라를 칼로 쑤셔 암살했다.
아퀼루스
Aquilus. ? ~ 259년
루그두눔(오늘날의 리옹)에 소재한 갈리아 암살단의 단원. 데스몬드 마일즈의 먼 조상이다.
아무네트
Amunet. 프톨레마이오스 왕조 당시 이집트 암살단의 여성 단원. 기원전 30년 8월 12일 클레오파트라 7세를 독사에게 물리게 해서 암살했다.

### "최초의 문명"
미네르바

유노

유피테르

아이타

## 실존인물들

### 근대 (1800년 ~ 1985년)
에이브러햄 링컨

### 근세 (1600년 ~ 1800년)
크리스토퍼 기스트

라파예트 후작

루이조제프 고티에 드 라 베랑드리

찰스 리

메리 리드

폴 리비어

프랑수아 막캉달

조지 먼로

앤 보니

에드워드 브래독

니콜라스 비들

이즈라엘 비셀

베네딕트 아놀드

존 안드레

새뮤얼 애덤스

로렌스 워싱턴

조지 워싱턴

토머스 제퍼슨

윌리엄 존슨

벤자민 처치

제임스 쿡

윌리엄 키드

에드워드 티치

존 파커

이즈라엘 퍼트넘

벤자민 프랭클린

존 핏케언

토머스 히키

### 문예부흥기 (1300년 ~ 1600년)
레오나르도 다 빈치

니콜로 마키아벨리

로드리고 보르지아

루크레치아 보르지아

체자레 보르지아

지롤라모 사보나롤라

셰흐자데 아흐메트

이스하크 파샤

마누엘 팔라이올로고스

아흐메드 무힛딘 피리

### 중세 (500년 ~ 1300년)
바하 아딘 이븐 샤하드

가르니에 드 나블루스

이븐 주바이르

마이스터 지브란트

로베르 드 사브레

라시드 앗딘 시난

몬페라토 후작 구글리에모 5세

### 고대
알렉산드로스 3세

가이우스 율리우스 카이사르

마르쿠스 유니우스 브루투스

가이우스 카시우스 롱기누스

클레오파트라 7세

나자렛의 예수

칼리굴라